# Логарифмический потенциал
Логарифми́ческим потенциа́лом называют функцию, определённую в ℝ2 как свертка обобщённой функции ρ с функцией -ln|z|:
{\displaystyle V=-\rho \ln |z|.}
Логарифмический потенциал удовлетворяет уравнению Пуассона ΔV = −2πρ. По аналогии с ньютоновым потенциалом можно рассматривать три частных случая логарифмического потенциала.

## Физический смысл
Физический смысл логарифмических потенциалов заключается в том, что они соответствуют потенциалу, создаваемому зарядами (или массами) в двумерной электростатике (или двумерной ньютоновской гравитации), распределенными с (двумерной) плотностью ρ. С точки зрения обычной трехмерной электростатики, речь идет об электростатическом потенциале, создаваемом распределением зарядов, обладающим трансляционной симметрией по одной из пространственных осей (по оси, ортогональной к плоскости, декартовы координаты на которой есть компоненты вектора z - или его действительная и мнимая часть, если считать z комплексным числом), иными словами, распределением зарядов, не зависящим от третьей координаты, постоянным по ней (потенциал заряженной нити).

## Потенциал площади
{\displaystyle V(z)=\iint \limits _{G}\rho (\zeta )\ln {\frac {1}{|z-\zeta |}}d\xi \,d\eta ,\qquad \zeta =\xi +i\eta .}
Если {\displaystyle \rho (z)\in C({\overline {G}})}, то сам потенциал {\displaystyle V(z)\in C^{1}(\mathbb {R} ^{2})} гармоничен в {\displaystyle \mathbb {R} ^{2}\setminus G} и
{\displaystyle V(z)=\ln {\frac {1}{|z|}}\iint \limits _{G}\rho (\zeta )d\xi \,d\eta +O\left({\frac {1}{|z|}}\right),\ |z|\rightarrow \infty .}
- Здесь, как это часто делается, подразумевается представление {\displaystyle \mathbb {R} ^{2}} как комплексной плоскости; впрочем, в рамках определений это несущественно, и в этом смысле здесь можно всюду заменить комплексные переменные {\displaystyle \zeta ,\ z} просто на двумерные векторы, а модуль комплексного числа - на евклидову норму в {\displaystyle \mathbb {R} ^{2}}, а если {\displaystyle \rho } также комплексно, можно рассматривать отдельно его действительную и мнимую части.

## Логарифмический потенциал простого слоя
{\displaystyle V^{(0)}(z)=\mu \delta _{S}\ln {\frac {1}{|z|}}=\int \limits _{S}\mu (\zeta )\ln {\frac {1}{|z-\zeta |}}dS_{\zeta }.}
Если {\displaystyle \mu (z)\in C(S)}, то сам потенциал {\displaystyle V^{(0)}(z)\in C(\mathbb {R} ^{2})} гармоничен в {\displaystyle \mathbb {R} ^{2}\setminus S} и
{\displaystyle V^{(0)}(z)=\ln {\frac {1}{|z|}}\int \limits _{S}\mu (\zeta )dS_{\zeta }+O\left({\frac {1}{|z|}}\right),\ |z|\rightarrow \infty .}
Если S — кривая Ляпунова, то потенциал имеет производные, причем на самой кривой наблюдается их разрыв:
{\displaystyle \left({\frac {\partial V^{(0)}}{\partial \mathbf {n} }}\right){\Bigg |}_{+}=-\pi \mu (z)+{\frac {\partial V^{(0)}(z)}{\partial \mathbf {n} }},}
{\displaystyle \left({\frac {\partial V^{(0)}}{\partial \mathbf {n} }}\right){\Bigg |}_{-}=\pi \mu (z)+{\frac {\partial V^{(0)}(z)}{\partial \mathbf {n} }}.}

## Логарифмический потенциал двойного слоя
{\displaystyle V^{(1)}(z)=-\ln {\frac {1}{|z|}}*{\frac {\partial }{\partial \mathbf {n} }}(\nu \delta _{S})=\int \limits _{S}\nu (\zeta ){\frac {\partial }{\partial \mathbf {n} }}\left(\ln {\frac {1}{|z-\zeta |}}\right)dS_{\zeta }=\int \limits _{S}\nu (\zeta ){\frac {\cos \varphi }{|z-\zeta |}}dS_{\zeta },}
где φ — угол между нормалью в точке ζ и радиус-вектором, проведённым в эту точку из точки z.
Если {\displaystyle \nu (z)\in C(S)}, то сам потенциал {\displaystyle V^{(1)}(z)} гармоничен в {\displaystyle \mathbb {R} ^{2}\setminus G} и
{\displaystyle V^{(1)}(z)=O\left({\frac {1}{|z|}}\right),\ |z|\rightarrow \infty .}
Если S — кривая Ляпунова, то:
{\displaystyle V^{(1)}\in C({\overline {G}})\cap C(S)\cap C(\mathbb {R} ^{2}\setminus G)}
и
{\displaystyle V_{+}^{(1)}(z)=\pi \nu (z)+V^{(1)}(z),}
{\displaystyle V_{-}^{(1)}(z)=-\pi \nu (z)+V^{(1)}(z).}
Если, к тому же, плотность — постоянная величина, потенциал равен
{\displaystyle V^{(1)}={\begin{cases}-2\pi \nu ,\ z\in G,\\-\pi \nu ,\ z\in S,\\0,\ z\in \mathbb {R} ^{2}\setminus {\overline {G}}.\end{cases}}}